# Diocesi di Faisalabad
La diocesi di Faisalabad (in latino Dioecesis Faisalabadensis) è una sede della Chiesa cattolica in Pakistan suffraganea dell'arcidiocesi di Lahore. Nel 2021 contava 193.620 battezzati su 41.133.220 abitanti. È retta dal vescovo Joseph Indrias Rehmat.

## Territorio
La diocesi comprende i distretti civili di Faisalabad, Jhang, Toba Tek Singh, Sahiwal, Okara, Pakpattan e Chiniot nella provincia del Punjab in Pakistan.
Sede vescovile è la città di Faisalabad, dove si trova la cattedrale dei Santi Pietro e Paolo.
Il territorio è suddiviso in 25 parrocchie.

## Storia
La diocesi di Lyallpur, antico nome della città di Faisalabad, fu eretta il 13 aprile 1960 con la bolla Caelestis civitas di papa Giovanni XXIII, ricavandone il territorio dalla diocesi di Multan. Originariamente era suffraganea dell'arcidiocesi di Karachi.
Il 1º settembre 1977 ha assunto il nome attuale con il decreto Cum propositum della Congregazione per l'evangelizzazione dei popoli.
Il 23 aprile 1994 è entrata a far parte della provincia ecclesiastica dell'arcidiocesi di Lahore.
La morte del vescovo John Joseph nel 1998 ha provocato disordini. Secondo fonti musulmane il vescovo si sarebbe suicidato sparandosi alla tempia in seguito della condanna a morte (poi sospesa) di Ayoub Masih, un cristiano, per il reato di blasfemia. Il vescovo Kenneth Lesley, avanzando sospetti sul fatto che in realtà il vescovo Joseph sia stato ucciso, ha chiesto alle autorità civili di indagare.

## Cronotassi dei vescovi
Si omettono i periodi di sede vacante non superiori ai 2 anni o non storicamente accertati.
- Francesco Benedetto Cialeo, O.P. † (13 aprile 1960 - 8 settembre 1976 ritirato)
- Paolo Vieri Andreotti, O.P. † (8 settembre 1976 - 9 gennaio 1984 dimesso)
- John Joseph † (9 gennaio 1984 - 6 maggio 1998 deceduto)
- Joseph Coutts (27 giugno 1998 - 25 gennaio 2012 nominato arcivescovo di Karachi)[4]
- Joseph Arshad (3 luglio 2013 - 8 dicembre 2017 nominato arcivescovo, titolo personale, di Islamabad-Rawalpindi)
- Joseph Indrias Rehmat, dal 29 giugno 2019

## Statistiche
La diocesi nel 2021 su una popolazione di 41.133.220 persone contava 193.620 battezzati, corrispondenti allo 0,5% del totale.
| anno | popolazione | popolazione | popolazione | presbiteri | presbiteri | presbiteri | presbiteri                | diaconi | religiosi | religiosi | parrocchie |
| anno | battezzati  | totale      | %           | numero     | secolari   | regolari   | battezzati per presbitero | diaconi | uomini    | donne     | parrocchie |
| ---- | ----------- | ----------- | ----------- | ---------- | ---------- | ---------- | ------------------------- | ------- | --------- | --------- | ---------- |
| 1970 | 64.978      | 5.896.657   | 1,1         | 24         | 7          | 17         | 2.707                     |         | 25        | 86        |            |
| 1980 | 70.333      | 10.520.000  | 0,7         | 25         | 10         | 15         | 2.813                     |         | 31        | 77        |            |
| 1990 | 105.948     | 13.025.000  | 0,8         | 32         | 16         | 16         | 3.310                     |         | 42        | 104       | 31         |
| 1999 | 129.107     | 29.172.189  | 0,4         | 45         | 30         | 15         | 2.869                     |         | 34        | 89        | 21         |
| 2000 | 130.517     | 29.586.291  | 0,4         | 43         | 30         | 13         | 3.035                     | 1       | 29        | 107       | 19         |
| 2001 | 134.668     | 29.772.889  | 0,5         | 40         | 28         | 12         | 3.366                     | 1       | 27        | 113       | 19         |
| 2002 | 130.994     | 30.545.787  | 0,4         | 45         | 32         | 13         | 2.910                     | 1       | 23        | 117       | 19         |
| 2003 | 132.000     | 31.000.000  | 0,4         | 43         | 33         | 10         | 3.069                     | 1       | 21        | 118       | 20         |
| 2004 | 134.200     | 31.450.000  | 0,4         | 35         | 25         | 10         | 3.834                     | 1       | 23        | 101       | 20         |
| 2006 | 140.102     | 32.861.670  | 0,4         | 39         | 31         | 8          | 3.592                     | 1       | 16        | 107       | 20         |
| 2013 | 155.000     | 36.956.000  | 0,4         | 48         | 42         | 6          | 3.229                     | 1       | 12        | 118       | 22         |
| 2016 | 182.662     | 42.359.652  | 0,4         | 41         | 35         | 6          | 4.455                     | 1       | 15        | 117       | 23         |
| 2019 | 200.200     | 44.874.000  | 0,4         | 57         | 46         | 11         | 3.512                     | 1       | 23        | 81        | 24         |
| 2021 | 193.620     | 41.133.220  | 0,5         | 54         | 40         | 14         | 3.585                     | 1       | 22        | 85        | 25         |